# Macrobrachium denticulatum
Macrobrachium denticulatum är en kräftdjursart som beskrevs av Ostrovski, Da Fonseca och Da Silva-Ferreira 1996. Macrobrachium denticulatum ingår i släktet Macrobrachium och familjen Palaemonidae. Inga underarter finns listade i Catalogue of Life.